# مارتن لوثر كينغ الابن
مارتن لوثر كينغ الابن (بالإنجليزية: Martin Luther King Jr.) ولد في 15 يناير عام 1929، اغتيل في 4 أبريل 1968، كان زعيمًا أمريكيًّا من أصول إفريقية، وناشطًا سياسيًّا إنسانيًّا، من المطالبين بإنهاء التمييز العنصري ضد السّود في عام 1964 م حصل على جائزة نوبل للسلام، وكان أصغر من يحوز عليها. اغتيل في الرابع من نيسان/أبريل عام 1968، اعتبر مارتن لوثر كنغ من أهم الشخصيات التي ناضلت في سبيل الحرية وحقوق الإنسان. أسس لوثر زعامة المسيحية الجنوبية، وهي حركة هدفت إلى الحصول على الحقوق المدنية للأفارقة الأمريكيين في المساواة، وراح ضحية قضيته. رفض كينغ العنف بكل أنواعه، وكان بنفسه خير مثال لرفاقه وللكثيرين ممن تورطوا في صراع السود من خلال صبره ولطفه وحكمته وتحفظه حتى أنه لم يؤيده قادة السود الحربيون، وبدأوا يتحدّونه عام 1965م.
.

## طفولته
في مدينة أتلانتا التي كانت تعج بأبشع مظاهر التفرقة العنصرية، كان يغلب على الصبي (مارتن) البكاء حينما يقف عاجزاً عن تفسير لماذا ينبذه أقرانه البيض، ولماذا كانت الأمهات تمنعن أبناءهن عن اللعب معه. ولكن الصبي بدأ يفهم الحياة، ويعرف سبب هذه التصرفات، ومع ذلك كان دائما يتذكر قول أمه «لا تدع هذا يؤثر عليك بل لا تدع هذا يجعلك تشعر أنك أقل من البيض فأنت لا تقل عن أي شخص آخر». ومضت السنوات ودخل كينغ المدارس العامة في سنة 1935، ومنها إلى مدرسة المعمل الخاص بجامعة أتلانتا ثم التحق بمدرسة «بوكر واشنطن»، وكان تفوقه على أقرانه سبباً لالتحاقه بالجامعة في آخر عام 1942، حيث درس بكلية مورهاوس التي ساعدت على توسيع إدراك كينغ لثنايا نفسه والخدمة التي يستطيع أداءها للعالم. وفي سنة 1947 عُيِّن مساعداً في كنيسة أبيه، وصار قس معمداني، ثم حصل على درجة البكالوريوس في الآداب في سنة 1948، ولم يكن عمره تجاوز 19 عاما، وحينها التقى بفتاة سوداء تدعى «كوريتاسكوت»، وتم زفافهما عام 1953، ثم حصل على الدكتوراة في الفلسفة من جامعة بوسطن.

وفي عام 1951م حصل على بكالوريوس في اللاهوت، وفي عام 1955م حصل على درجة الدكتوراه في التخصص نفسه.

درس في الأيام الأولى من حياته الجامعية أعمال الكاتب الأمريكي ثورو الذي كان يؤمن بالعصيان المدني.

## النشأة وتعليمه

### الولادة وتغيير الاسم
كان اسم مارتن عند ولادته في 15 يناير 1929، في أتلانتا، جورجيا، مايكل كينغ جونيور، وهو الابن الثاني من ثلاثة أولاد للقس مايكل كينغ الأب وألبرتا كينغ (ويليامز قبل الزواج). أسمته والدته مايكل وقد كتب اسمه الطبيب في شهادة الميلاد على هذا الأساس. على الرغم من ذلك، صرح كينغ الأب لاحقًا أن اسم مايكل كان خطأ من قبل الطبيب. أخت كينغ الكبرى هي كريستين كينغ فاريس وشقيقه الأصغر هو أ. د. كينغ.  انتقل جد كينغ من طرف أمه آدم دانييل ويليامز، الذي كان كاهنًا في ريف جورجيا، إلى أتلانتا عام 1893، وأصبح راعي كنيسة إبنيزر المعمدانية في العام التالي. كان وليامز من أصل أفريقي إيرلندي. تزوج ويليامز من جيني سيليست باركس وأنجبا والدة كينغ، ألبرتا. ولد والد كينغ للمزارعين جيمس ألبرت وديليا كينغ من ستوكبريدج، جورجيا. في سنوات المراهقة، غادر كينغ الأب مزرعة والديه وذهب إلى أتلانتا حيث تابع تعليمه الثانوي، ليلتحق بعدها بكلية مورهاوس ليدرس ويصبح كاهنًا. تواعد كينغ الأب وألبرتا عام 1920، وتزوجا في 25 نوفمبر 1926. حتى وفاة جيني عام 1941، كانوا يعيشون معًا في الطابق الثاني من منزل والدها المبني على الطراز الفيكتوري والمكون من طابقين، وهناك وُلد مارتن.
بعد فترة وجيزة من زواجه من ألبرتا، أصبح كينغ الاب راعيًا مساعدًا لكنيسة إبنيزر المعمدانية. توفي آدم دانييل ويليامز بسكتة دماغية في ربيع العام 1931، ليتولى الأب مهام قسيس راعي الكنيسة في خريف العام نفسه فينجح برفع الحاضرين في عظاتها من 600 إلى بضعة آلاف. عام 1934، أرسلت الكنيسة كينغ الأب في رحلة إلى بلدان متعددة هي إيطاليا وتونس ومصر وإسرائيل ثم ألمانيا لحضور اجتماع التحالف المعمداني العالمي. اختتمت الرحلة بزيارات إلى مواقع في برلين مرتبطة بزعيم الإصلاح البروتستانتي، مارتن لوثر. أثناء وجوده هناك، شهد مايكل كينغ الأب ظهور النازية وصعودها. كرد فعل، أصدر مؤتمر التحالف المعمداني العالمي قرارًا ينص على أن «هذا المؤتمر يستنكر ويدين انتهاك قانون الله الأب السماوي، كما يدين كل العداء العنصري وكل شكل من أشكال القمع أو التمييز غير العادل تجاه اليهود وتجاه الأشخاص أصحاب البشرة الملونة أو تجاه أي عرق في أي جزء من العالم.» عاد إلى وطنه في أغسطس من العام 1934، وفي نفس العام بدأ يشير إلى نفسه باسم مارتن لوثر كينغ الأب، وابنه باسم مارتن لوثر كينغ الابن الذي غير شهادة ميلاده رسميًا واعتمد اسمه الجديد في 23 يوليو 1957، وكان يبلغ من العمر حينها 28 عامًا.

### طفولته المبكرة
في منزل طفولته، كان كينغ وإخوته يقرؤون الكتاب المقدس بصوت عالٍ وذلك حسب تعليمات والدهم. بعد العشاء، كانت جدته جيني، التي كان يشير إليها باسم «ماما»، تحكي قصصًا حية من الكتاب المقدس لأحفادها. كان والد كينغ يستخدم الجَلد بانتظام لتأديب أطفاله، أو يطلب منهم جلد بعضهم البعض لتحقيق نفس الغاية. لاحظ والد كنغ في وقت لاحق أن مارتن كان لافتًا بين اخوته، فهو الوحيد الذي، مهما ضربته، تنهمر الدموع على وجهه دون أن يبكي أبدًا. في إحدى المرات، عندما شاهد شقيقه يزعج شقيقته كريستين عاطفيًا، أمسك الهاتف وضربه به. عندما كان هو وشقيقه يلعبان في منزلهما، انزلق أ. د. من الدرابزين واصطدم بجدتهما، جيني، ما تسبب بسقوطها غائبةً عن الوعي. معتقدًا أنها ماتت، لام كينغ نفسه وقرر الانتحار فقفز من الطابق الثاني ووقع على الأرض، لكنه نهض فور سماعه أن جدته على قيد الحياة.
أصبح كينغ صديقًا لصبي أبيض كان والده يمتلك مشروعًا تجاريًا مقابل منزل عائلته. في سبتمبر من العام 1935، ارتاد الأولاد الذين بلغوا عامهم السادس المدرسة. كان على كينغ ارتياد مدرسة للأطفال السود، وهي مدرسة يونج ستريت الابتدائية، بينما ذهب صديقه المقرب إلى مدرسة أخرى مخصصة للأطفال أصحاب البشرة البيضاء فقط. بعد ذلك بوقت قصير، توقف والد الصبي الأبيض عن السماح لمارتن باللعب مع ابنه، قائلًا له «نحن بيض، أما أنت فملوّن». عندما أخبر كينغ والديه بما حدث، أجريا معه نقاشًا طويلاً حول تاريخ العبودية والعنصرية في أمريكا. بعد علمه بالكراهية والعنف والقمع التي واجهها السود في الولايات المتحدة، أعلن كينج في وقت لاحق أنه «مصمم على كره كل شخص أبيض». أخبره والداه أن من واجبه المسيحي أن يحب الجميع.
شهد كنغ على والده وهو يقف ضد التمييز وأشكاله المختلفة. ذات مرة، عندما أوقفه ضابط شرطة أشار إلى الأب على أنه «صبي». لم يدع والده الموضوع يمر، بل صحح للشرطي مفرداته مؤكدًا انه رجل والصبي هو مارتن. عندما اصطحبه والده مرة إلى متجر للأحذية في وسط مدينة أتلانتا، طلب منهم الموظف الجلوس في الخلف. رفض والد كينغ قائلاً: «إما أن نشتري أحذية ونحن جاسون هنا في المقدمة، وإما فلن نشتري أي شيء على الإطلاق.» ليمسك بيد ابنه ويخرجا من المحل مباشرة وقال له بعدها: «لا يهمني كم من الوقت على أن أبقى متعايشًا مع هذا النظام، مهما طال الزمن، لن أقبل به ابدًا.» في عام 1936، قاد والد كينغ مئات الأمريكيين من أصل أفريقي في مسيرة للحقوق المدنية إلى المدينة أتلانتا للاحتجاج على التمييز في حقوق التصويت. لاحظ مارتن في وقت لاحق أن كينغ الاب كان «أبًا بكل معنى الكلمة».
حفظ كينغ أغانٍ وتراتيل، وحفظ آيات من الكتاب المقدس عند بلوغه الخامسة من عمره. على مدار العام التالي، كان يشارك أمه الحضور إلى الكنيسة وغناء التراتيل بينما كانت هي تعزف على البيانو. كانت ترنيمته المفضلة هي «أريد أن أكون أكثر وأكثر مثل يسوع» وقد كان الجميع متأثرين بغنائه لها. أصبح كينغ في وقت لاحق عضوًا في جوقة الصغار في كنيسته. أحب كينغ الأوبرا والعزف على البيانو. خلال نشأته، كوّن كينغ مفردات كثيرة من قراءة القواميس واستخدم معجمه المتوسع باستمرار. دخل في مشاجرات جسدية مع الأولاد في الحي الذي يقيم فيه، لكنه كان يستخدم الكلام في أكثر من الاوقات لإثارة المشاكل. أظهر كينغ عدم اهتمامه بقواعد اللغة، وهي سمة حملها طوال حياته. عام 1939، غنى كينغ كعضو في جوقة كنيسته مرتديًا زي العبيد، لجمهور أبيض البشرة في العرض الأول لفيلم «ذهب مع الريح».
في 18 مايو من العام 1941، عندما تسلل كينغ من المنزل هربًا من الدراسة وذلك لمشاهدة عرض عسكري، عرف أن شيئًا قد حدث لجدته من جانب أمه، ليتبين له عند عودته أنها تعرضت لنوبة قلبية وتوفيت أثناء نقلها إلى المستشفى. أثر عليه موتها بشدة، وكان يعتقد أن كذبه لرؤية العرض قد يكون هو السبب وأن الله يعاقبه. قفز كينغ مرة ثانية من النافذة، لكنه نجا أيضًا.

## بداية الرحلة
في شهر سبتمبر سنة 1954م قدم مارتن وزوجته إلى مدينة مونتجمري التي كانت ميدانا لنضال مارتن، إلى أن جاء يوم الخميس الأول من كانون الأول/ديسمبر 1955، حيث رفضت السيدة روزا باركس وهي سيدة سوداء أن تخلي مقعدها لراكب أبيض، فما كان من السائق إلا أن استدعى رجال الشرطة الذين ألقوا القبض عليها بتهمة مخالفة فكانت البداية لقضيته.

## زيارته للهند
قام بزيارة للهند عام 1959م، وعبّر عن اعتقاده الكامل بأيديولوجية السلام عند نهرو وغاندي، وكان شديد الانتقاد لسياسة التمييز العنصري في جنوب أفريقيا.

وكافأته الحكومة الهندية عام 1966م بجائزة نيهرو بعد وفاته للسلام الدولي.

## النضال من أجل الحرية
عندما دخل الجامعة عدّل من موقفه تجاه البيض، وركّز غضبه على الظلم بدل كراهية شخص بعينه.

لقد حدث ذلك عندما قرأ كتابات ثورو وغاندي، حيث تعرّف على فكرة العصيان المدني كسلاح من أجل التغير، وكذلك فكرة المقاومة السلبية السليمة، وهكذا بدأ يقول إن الحب يمنح قوة الداخلية. لقد هزّت حياة غاندي وطريقته كينغ في الأعماق.

كُلّف كينغ بخدمة الكنيسة المعمدانية في شارع ديكستر، وكانت بداية طيبة له ليصل إلى منصب الأستاذ في كلّية اللاهوت، لكن جاءت حوادث ديسمبر سنة 1955م.

كانت الأوضاع تنذر برد فعل عنيف يمكن أن يفجر أنهار الدماء لولا أنّ مارتن لوثر كينغ اختار للمقاومة طريقا آخر غير الدم. فنادى بمقاومة تعتمد على مبدأ «اللا عنف» أو «المقاومة السلمية» على طريقة المناضل الهندي مهاتما غاندي. وكان يستشهد دائماً بقول السيد المسيح: «أحب أعداءك واطلب الرحمة لمن يلعنونك، وادع الله لأولئك الذين يسيئون معاملتك». وكانت حملته إيذاناً ببدء حقبة جديدة في حياة الأمريكان ذو الأصول الأفريقية.
فكان النداء بمقاطعة شركة الحافلات امتدت عاما كاملاً أثر كثيراً على إيراداتها، حيث كان الأفارقة يمثلون 70 % من ركاب خطوطها، ومن ثم من دخلها السنوي.
لم يكن هناك ما يدين مارتن فألقي القبض عليه بتهمة قيادة سيارته بسرعة 30 ميلاً في الساعة في منطقة أقصى سرعة فيها 25 ميلاً، وألقي به في زنزانة مع مجموعة من السكارى واللصوص والقتلة. كان هذا أول اعتقال لمارتن لوثر كينغ أثر فيه بشكل بالغ العمق، حيث شاهد وعانى بنفسه من أوضاع غير إنسانية، إلى أن أُفرج عنه بالضمان الشخصي. وبعدها بأربعة أيام فقط وفي 30 يناير 1956م، كان مارتن يخطب في أنصاره حين ألقيت قنبلة على منزله كاد يفقد بسببها زوجته وابنه، وحين وصل إلى منزله وجد جمعا غاضبا من الافارقة مسلحين على استعداد للانتقام، وأصبحت مونتجمري على حافة الانفجار من الغضب، ساعتها وقف كينغ يخاطب أنصاره: «دعوا الذعر جانبا، ولا تفعلوا شيئا يمليه عليكم شعور الذعر، إننا لا ندعو إلى العنف». وبعد أيام من الحادث أُلقي القبض عليه ومعه مجموعة من القادة البارزين بتهمة الاشتراك في مؤامرة لإعاقة العمل دون سبب قانوني بسبب المقاطعة، واستمر الاعتقال إلى أن قامت 4 من السيدات من ذوى أصول افرقية بتقديم طلب إلى المحكمة الاتحادية لإلغاء التفرقة في الحافلات في مونتغمري، وأصدرت المحكمة حكمها التاريخي الذي ينص على عدم قانونية هذه التفرقة العنصرية. وساعتها فقط طلب كينغ من أتباعه أن ينهوا المقاطعة ويعودوا إلى استخدام الحافلات «بتواضع ودون خيلاء»، وأفرج عنه لذلك.

بعد شهر من ذلك، نُسف منزل كينغ بالديناميت على أيدي البيض، وهنا شكّل كينغ مؤتمر القيادة المسيحي الجنوبي لنشر الأسلوب الذي اتبعه سود مونتغمري إلى كل أنحاء الجنوب.

سجن كينغ عام 1960م، مثل غاندي تماماً، بسبب حملات الاحتجاج السلمية ضد التمييز العنصري، وبدأ يطالب الحكومة الفيدرالية باتخاذ الإجراءات اللازمة ضد الظلم.

### حق الانتخاب
في حزيران/يونيو 1957 أصبح مارتن لوثر كينغ أصغر شخص وأول قسيس يحصل على ميدالية «سينجارن» التي تعطى سنوياً للشخص الذي يقدم مساهمات فعالة في مواجهة العلاقات العنصرية، وكان في السابعة والعشرين من عمره. وبهذه المناسبة وأمام نصب لنكولن التذكاري وجه كينغ خطابه الذي هاجم فيه الحزبين السياسيين الرئيسيين (الجمهوري والديمقراطي) وردد صيحته الشهيرة: «أعطونا حق الانتخاب»، ونجحت مساعيه في تسجيل خمسة ملايين من الأمريكان ذو الأصول الأفريقية في سجلات الناخبين في الجنوب.

### مارتن وتحدي الحكومة

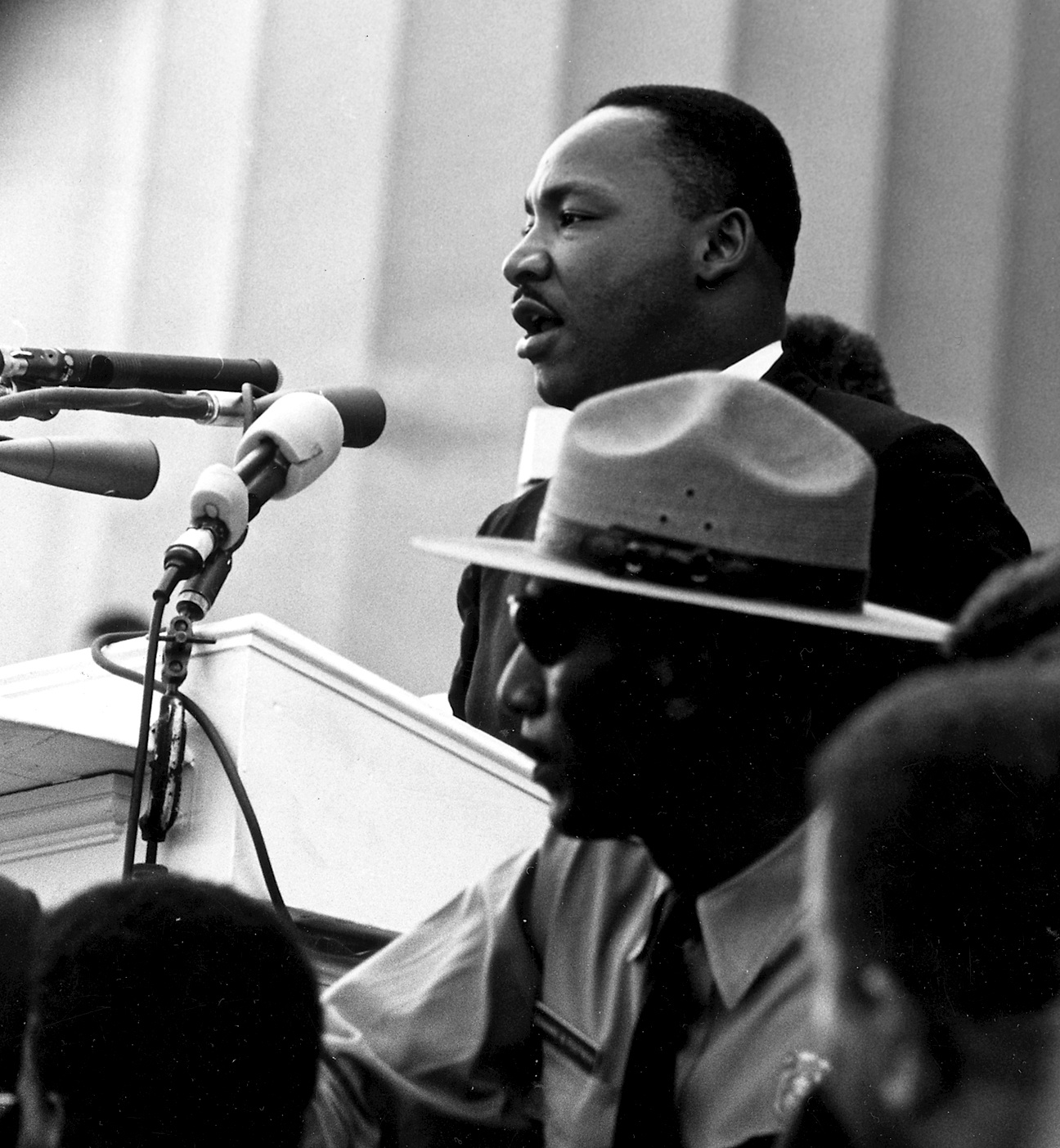
مارتن لوثر مخاطباً الجموع بجانب نصب لنكولن التذكاري في خطبة عندي حلم.

وبعد تولي «كيندي» منصب الرئاسة ضاعف كينغ جهوده المتواصلة لإقحام الحكومة الاتحادية في الأزمة العنصرية المتفاقمة إلا أن جون كيندي استطاع ببراعة السياسي أن يتفادى هجمات كينغ الذي كان لا يتوقف عن وصف الحكومة بالعجز عن حسم الأمور الحيوية. ومن هنا قرر كينغ في أواخر صيف عام 1963 بدء سلسلة من المظاهرات في برمنجهام، وعمل على تعبئة الشعور الاجتماعي بمظاهرة رمزية في الطريق العام، وفي اليوم التالي وقعت أول معركة سافرة بين السود المتظاهرين ورجال الشرطة البيض الذين اقتحموا صفوف المتظاهرين بالعصي والكلاب البوليسية الشرسة، لكن المشهد كان على مرأى من كاميرات التلفاز، ولم يعد ممكناً تعمية الأخبار على الناس.
ثم صدر أمر قضائي بمنع كل أنواع الاحتجاج والمسيرات الجماعية وأعمال المقاطعة والاعتصام؛ فقرر كينغ لأول مرة في حياته أن يتحدى علانية حكما صادرا من المحكمة، وسار خلفه نحو ألف من المتظاهرين الذين كانوا يصيحون «حلت الحرية ببرمنجهام»، وألقي القبض على كينغ وأودعوه سجنا انفراديا، وحرر خطابا أصبح فيما بعد من المراجع الهامة لحركة الحقوق المدنية، وقد أوضح فيه فلسفته التي تقوم على النضال في إطار من عدم العنف.

### إخضاع البيض للمفاوضات
وبعد خروجه بكفالة واصل قيادته للحركة، ثم برزت له فكرة تتلخص في هذا السؤال: ماذا أنت صانع بالأطفال؟ إذ لم يكن إلا القليلون على استعداد لتحمل المسؤولية التي قد تنشأ عن مقتل طفل، ولكنه لم يتردد كثيراً فسمح لآلاف من الأطفال باحتلال المراكز الأمامية في مواجهة رجال الشرطة والمطافئ وكلاب شرطية متوحشة فارتكبت الشرطة خطأها الفاحش ، واستخدمت القوة ضد الأطفال الذين لم يزد عمر بعضهم عن السادسة، ثم اقتحم رجال الشرطة صفوفهم بعصيهم وبكلابهم ؛ مما أثار حفيظة الملايين، وانتشرت في أرجاء العالم صور كلاب الشرطة وهي تنهش الأطفال ، وبذلك نجح كينغ في خلق الأزمة التي كان يسعى إليها، ثم أعلن أن الضغط لن يخف، مضيفاً: "إننا على استعداد للتفاوض، ولكنه سيكون تفاوض الأقوياء فلم يسع البيض من سكان المدينة إلا أن يخولوا على الفور لجنة بالتفاوض مع زعماء الأفارقة، وبعد مفاوضات طويلة شاقة تمت الموافقة على برنامج ينفذ على مراحل بهدف إلغاء التفرقة وإقامة نظام عادل وكذلك الإفراج عن المتظاهرين ، غير أن غلاة دعاة التفرقة بادروا بالاعتداء بالقنابل على منازل قادة الافارقة ؛ فاندفع الشباب الأفارقة الغاضبين لمواجهة رجال الشرطة والمطافئ، وحطموا عشرات السيارات ، وأشعلوا النيران في بعض المتاجر، حتى اضطر الرئيس جون كنيدي لإعلان حالة الطوارئ في القوات المسلحة، وسارع كينغ محاولا أن يهدئ من ثائرة المواطنين، وكان عزاؤه أن من اشتركوا في العنف من غير الأعضاء النشطين المنتظمين في حركة برمنغهام ، وما لبث أن قام بجولة ناجحة في عدة مدن كشفت عن البركان الذي يغلي في صدور الأفارقة السود تحت تأثير مائة عام من الاضطهاد.

### اتحاده مع زعماء اخرين

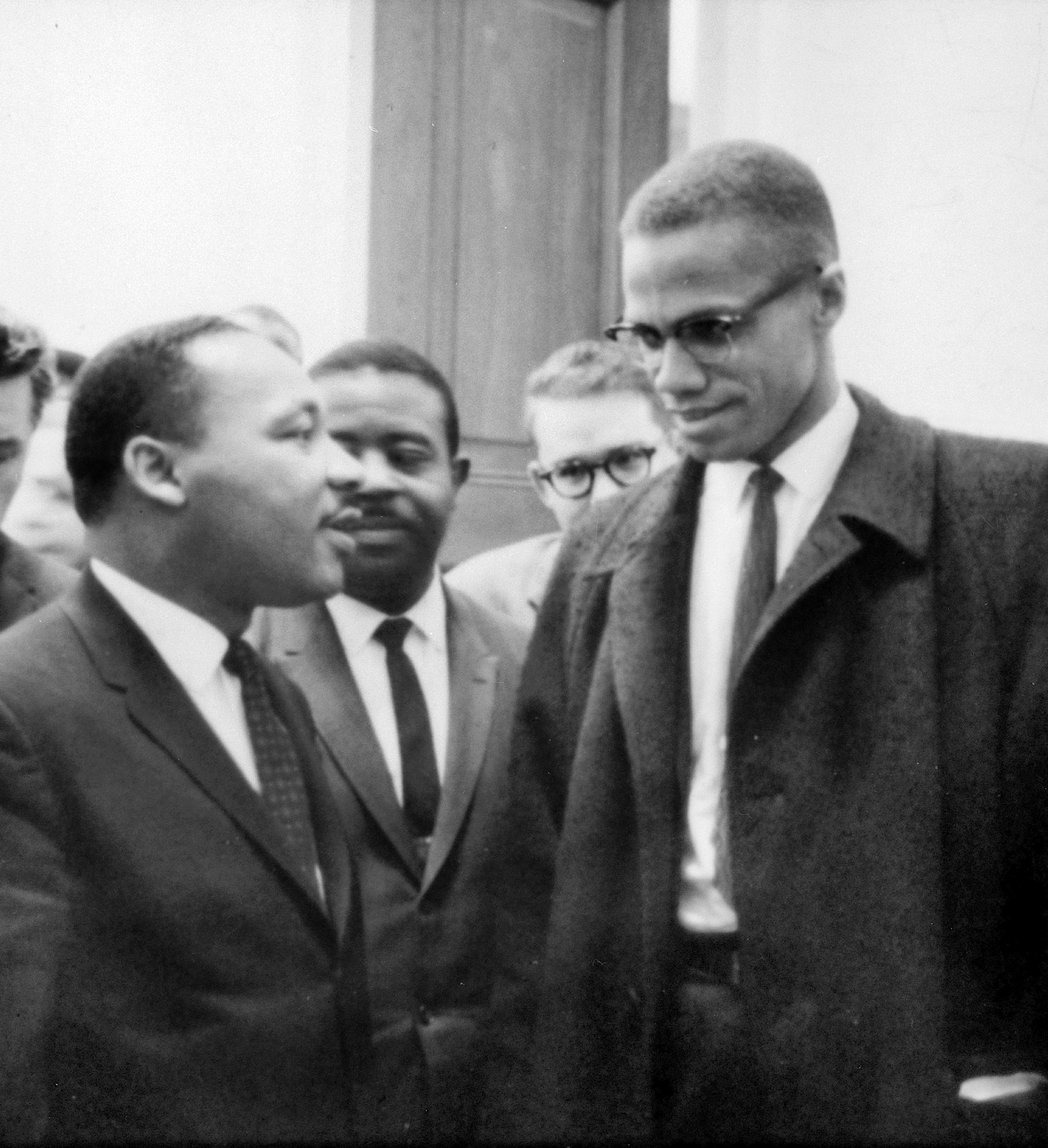
مالكوم إكس ومارتن لوثر، 26 مارس عام 1964.

اتحد مع زعماء الأمريكان الافارقة مثل زعيم المسلمين الافارقة مالكوم إكس بكل آرائهم ومعتقداتهم الدينية لمواجهة عدوهم المشترك سويا.

### لدي حلم

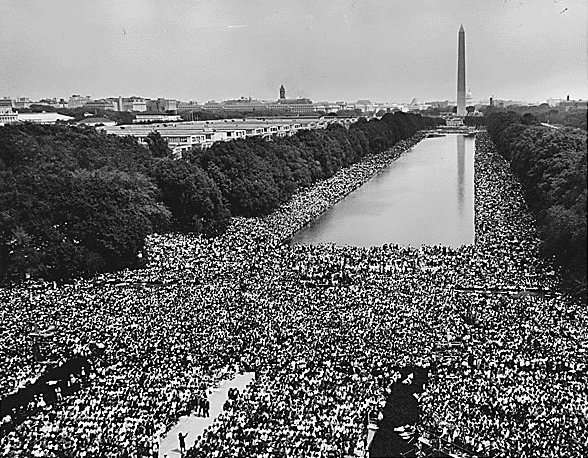
الساحة التي غطاها 250.000 شخص مطالبين بحقوقهم وأردف مارتن لوثر فيها خطبته الشهيرة لدي حلم عام 1963.

تلقى أفارقة أمريكا درسهم من الأحداث العظام فقاموا في عام 1963 بثورة لم يسبق لها مثيل في قوتها اشترك فيها 250 ألف شخص، منهم نحو 60 ألفا من البيض متجهة صوب نصب لنيكولن التذكاري، فكانت أكبر مظاهرة في تاريخ الحقوق المدنية، وهنالك ألقى كينغ أروع خطبه: «لدى حلم» " I have a dream " التي قال فيها: «لدي حلم بأن يوم من الأيام أطفالي الأربعة سيعيشون في شعب لا يكون فيه الحكم على الناس بألوان جلودهم، ولكن بما تنطوي عليه أخلاقهم».
ووصف كينغ المتظاهرين كما لو كانوا قد اجتمعوا لاقتضاء دين مستحق لهم، ولم تف أمريكا بسداده "فبدلا من أن تفي بشرف بما تعهدت به أعطت أمريكا الزنوج شيكا بدون رصيد، شيكا أعيد وقد كتب عليه "إن الرصيد لا يكفي لصرفه".
فدقت القلوب وارتجفت، بينما أبت نواقيس الحرية أن تدق بعد، فما أن مضت ثمانية عشر يوما حتى صُعق مارتن لوثر كينغ وملايين غيره من الأمريكيين بحادث وحشي، إذ ألقيت قنبلة على الكنيسة المعمدانية التي كانت وقتذاك زاخرة بتلاميذ يوم الأحد من الزنوج؛ فهرع كينغ مرة أخرى إلى مدينة برمنجهام، وكان له الفضل في تفادي انفجار العنف.
في تلك السنة ، صدر قانون حقوق التصويت الانتخابي الفيدرالي. وفي عقد الستينات برز العديد من الزعماء السود ، أمثال هيوي نيوتن، مالكوم إكس، وإلدريدج كليفر.
كذلك عارض كينغ حرب فيتنام، حيث ألقى خطابًا في 4 إبريل من عام 1967م تحت عنوان: «وراء فيتنام: وقت كسْر الصَّمْت»، حيث انتقد فيه الحرب والجرائم في فيتنام. وقد أدى ذلك الخطاب إلى خسارته الكثير من حلفاءه، كما بدأت الصحافة بمهجامته، حيث وصفت مجلة لايف الأمريكية ذلك الخطاب بأنه «افتراء غوغائي يشبه محتوى إذاعة هانوي».

## جائزة نوبل
في عام 1964م صدر قانون الحقوق المدنية في الولايات المتحدة الأمريكية، وفي العام نفسه أطلقت مجلة «تايم» على كينغ لقب «رجل العام» فكان أول رجل من أصل أفريقي يمُنح هذا اللقب، ثم حصل في عام 1964 على جائزة نوبل للسلام لدعوته إلى اللاعنف ، وسهّل الأمر أنّه قسيس ، فكان بذلك أصغر رجل في التاريخ يفوز بهذه الجائزة -35 عاما-. ولم يتوقف عن مناقشة قضايا الفقر السود وعمل على الدعوة إلى إعادة توزيع الدخول بشكل عادل إذ انتشرت البطالة بين الافارقة، فضلا عن الهزيمة السنوية التي يلقاها الافارقة على أيدي محصلي الضرائب والهزيمة الشهرية على أيدي شركة التمويل والهزيمة الأسبوعية على أيدي الجزار والخباز، ثم الهزائم اليومية التي تتمثل في الحوائط المنهارة والأدوات الصحية الفاسدة والجرذان والحشرات.

## ملاحقته من قبل إدغار هوفر
أخذ اليمينيون يركّزون على كينغ ، وعلى رأسهم مدير مكتب التحقيقات الفدرالي إدغار هوفر. وحتى لحظة موت كينغ ، ظلّ هوفر يلاحقه ويتنصت على مكالماته الهاتفية ، ويحاول تجنيد عملاء لاختراق حلقته الداخلية. شكّل هوفر وحدة خاصة لمتابعة كينغ ورجاله ، وأراد القول: إن كينغ زير نساء، وعميل للشيوعيين.

## تخطيطه لمسيرة في واشنطن وممفيس
في عام 1968م ، خطّط كينغ لمسيرة جماهيرية في واشنطن، وعندما أراد ركوب الطائرة من مطار أتلانتا، تلقّى مدير المطار إنذاراً بوجود قنبلة في الطائرة ، وقام رجال الأمن بالتفتيش ، لكنهم لم يعثروا على أية قنبلة. ومرة أخرى ، خطّط لمسيرة في مدينة ممفيس، وأقام كينغ في الغرفة من موتيل لوريان.

## اغتياله

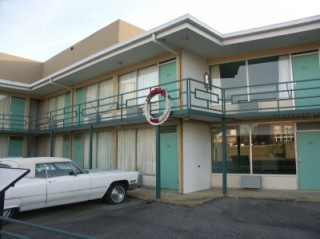
فندق لورن الفندق الذي تم فيه اغتيال مارتن لوثر والذي تم تحويله إلى المتحف الوطني للحقوق المدنية.

أقام كينغ في موتيل لوريان في ممفيس وفي غرفة آخرى كان يقيم شخص يدعى جيمس إرل راي، وقد أعطى الإدارة اسماً مزيّفاً هو جون ويلارد. معروف عن جيمس أنه تورّط في الجريمة منذ الصغر ، وصدر عليه بالسجن 20 سنة في ولاية ميسوري بسبب حادث سطو مسلح ، وحاول الهرب مراراً، وتمكن من الهرب حيث اختبأ تحت شاحنة خبز تنقل إلى خارج السجن.
في اليوم الأول من شهر نيسان سنة 1968م ، اتجه جيمس بالسيارة إلى مدينة ممفيس ، وفي الطريق توقّف عند أحد المخازن التجارية حيث اشترى بندقية ذات منظار تلسكوبي وذخائر. 

وفي ساعة المغيب من يوم 4 من شهر نيسان سنة 1968م ، اتّخذ استحكاماً بحيث يصوّب منه باتجاه غرفة كينغ من موتيل لوريان.

طال انتظار جيمس ، فقد قبع كينغ في الغرفة طويلاً التي يشغلها مساعدوه، وفي الساعة 6 ظهر كينغ وهو يرتدي بذّة سوداء اللون. وكان يستعد للظهور أمام تجمّع جماهيري في تلك الليلة. استند كينغ إلى جدار الشرفة كي يتبادل الحديث مع مساعده جيسي جاكسون الذي كان يقف على الأرض، تحت الشرفة. فجأة دوى صوت طلقة ، وانفجرت حنجرة كينغ ثم سقط على أرضية الشرفة واندفع الدم من عنق كينغ.

تراكض الرجال مندفعين إلى الجريح ، ثم جاءت سيارة الإسعاف لإنقاذه ، فيما هرب جيمس تاركاً حزمة ملفوفة في الممر ، وكانت الحزمة تحتوي البندقية وصندوق طلقات وأشياء أخرى ، وبين تلك الأشياء البطاقة الشخصية ، أما البصمات فكانت موجودة على كل تلك الأشياء. اُغتيلت أحلام مارتن لوثر كينغ ببندقية أحد البيض ويدعى (جيمس إرل راي)، وكان قبل موته يتأهب لقيادة مسيرة في ممفيس لتأييد إضراب (جامعي النفايات) الذي كاد يتفجر في مائة مدينة أمريكية.

## ردود الفعل بعد الاغتيال
في تلك الليلة ، انفجرت أعمال العنف في كثير من مدن البلاد ، واشتعلت النيران في شيكاغو وبوسطن وواشنطن ونيويورك...
في شيكاغو، استدعي 60000 رجلاً من الحرس الوطني، وأصدرت كوريتا سكوت كينغ، زوجة القتيل، بياناً تناشد فيه الجميع بالتوقف عن العنف والعمل تحقيقاً لأحلام كينغ.

وفي يوم الأحد 7 من شهر نيسان سنة 1968م ، استدعي 9000 رجلاً من الحرس الوطني في واشنطن، وفرض حظر تجول واعتقل الأٌلوف بعد نشوب 620 حريقاً...

## جنازته
وفي 9 أبريل / نيسان سنة 1968م، جرت مراسيم جنازة جماهيرية في مدينة أتلانتا، ومثّلت - بشكل رمزي - تعاطف كينغ مع الفقراء. وبين الحضور في الجنازة، شاهد الناس جاكلين كينيدي زوجة الرئيس القتيل الأمريكي جون كينيدي، كما تأجل افتتاح الموسم السنوي لكرة السلة على مستوى الولايات المتحدة الأمريكية. بعد أسبوع ، وقّع الرئيس الأمريكي ليندون جونسون قانون الحقوق المدنية الذي يضمن العدل والمساواة بين الأعراق والألوان والجنسين في جميع أنحاء الولايات المتحدة الأمريكية، ويلزم الإدارة الفدرالية بتنفيذ بنود ذلك القانون. وبعد 14 سنة ألغى ريغان آلية تنفيذ القانون بواسطة الإدارة الفيدرالية.

## محاكمة قاتل لوثر كينغ
بعد أربعة شهور من حادث الاغتيال، أمكن كشف القاتل جيمس إرل راي لدى محاولته الحصول على جواز سفر كندي تحت اسم مستعار ، ولقد تمكّن من السفر إلى لندن، ثم لشبونة، ثم عاد لتحضير نفسه للقتال في إقليم بيافرا المتمرّد في نيجيريا. وأخيراً اعتقل في مطار هيثرو في لندن.

سلّمت السلطات البريطانية جيمس إلى السلطات الأمريكية ، وفي ولاية تينيسي، وقد حكم على القاتل بالسجن 99 عاما ، وقد أقرّ أنه مذنب ، لكنه أقسم على مؤامرة خلف حادث الاغتيال ، ثم عاد يقول أنه وقت الحادث كان في مدينة أخرى ، وطالب بمحاكمة جديدة ، لكن الحكومة رفضت طلبه ، وأكّد هذا التصرّف نظرية القائلين بوجود مؤامرة وراء عملية الاغتيال ، وأن الجريمة لم تكن مجرد مبادرة فردية ، تماماً كما حدث عند اغتيال الرئيس جون كينيدي الذي تمّ قتل قاتله ، ثم قتل قاتل القاتل ، وضاع السر ، غير أن التحقيقات أشارت إلى احتمال كون الاغتيال مدبرا، وأن جيمس كان مجرد أداة ، وكان من الأجدر حماية نفسه مع تأكيدنا بانه كان مخطط منجز بدافع الانتقام من شخصيته التواقة إلى الكثير ليعيش المجتمع الأمريكي بهذا النعيم والتمدن المشهود في العالم.

## من وراء اغتيال مارتن لوثر كنيغ

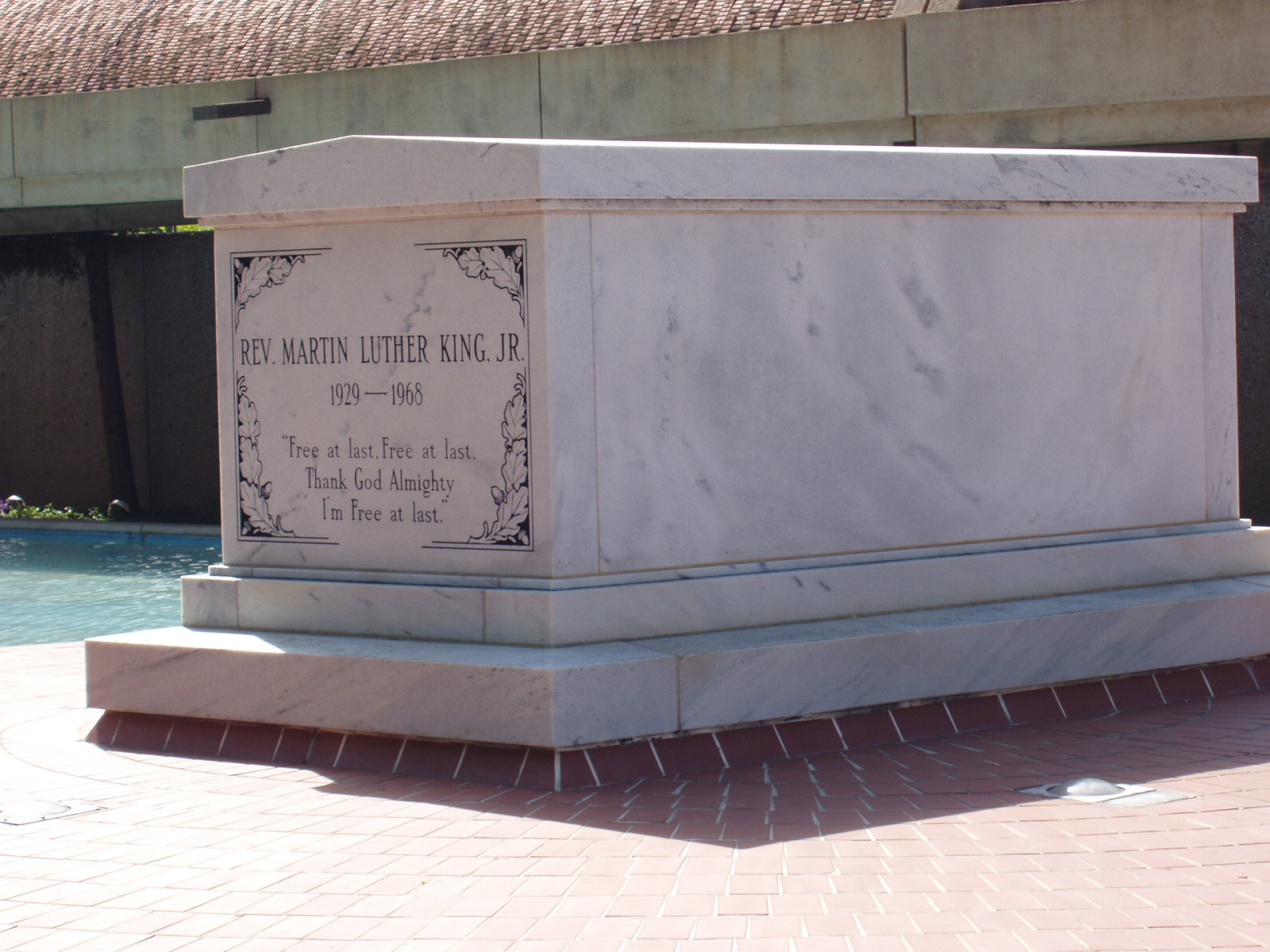
مقبرة مارتن لوثر كنغ مكتوب عليها "حر في النهاية! حر في النهاية! شكراً يا رب العالمين، أنا حر في النهاية!"

حتى اليوم ، لا زالت أسئلة عديدة تقف دون جواب ، فالمكان الذي يفترض وجود المتآمر فيه لم يشتمل على أية بصمات أو آثار بارود ، فما هو السبب ؟ وما الذي جعل المتآمر يترك الأدلة الفاضحة في المكان وهي حافلة بالبصمات ، وهل وضعت تلك الأدلة عن عمد للتضليل ؟ من أين جاء المتآمر بالأموال التي أنفقها في رحلاته الجوية إلى أوروبا بعد الجريمة ؟ لماذا لم تسجل المباحث الفيدرالية إفادات مراسل صحيفة نيويورك تايمز وسائق القتيل الذي شاهدا رجلاً قابعاً بين شجيرات قريبة في وضع مريب ؟ ولماذا تمّ تحويل قضية القاتل جيمس من مجرد لص عادي إلى رجل نفذ عملية اغتيال بحقّ شخصية عالمية كبرى.
أمكن الوصول إلى تفسير لمسألة حصول القاتل على الأموال ، ففي عام 1978م تم إثبات وجود صلة بين القاتل وبين اثنين من سكان منطقة سان لويس، ومعروف أنهما أصحاب أفكار يمينية.

ومع أن الروابط الظاهرة بين حادثي اغتيال الرئيس جون كينيدي وكينغ كثيرة ، فقد رفض رجال لجنة التحقيق التابعة للكونغرس إثبات أية علاقة في التقرير الرسمي . وعلى كل حال ، سيتم الكشف عن الكثير من الوثائق الخاصة بالقضية في عام 2027م ، وذلك حسب قانون حرية المعلومات.

## العواقب المباشرة لإغتيال مارتن لوثر كينغ
لا يمكن إنكار حقيقة أن إدغار هوفر ظل رئيساً لمكتب التحقيقات الفيدرالية عشرات السنين يميني أبيض مسيحي ، وقد رغب - بإلحاح - في تدمير موثوقية كينغ ، وتدمير سمعته ، وقد جاء الاغتيال ليزيح من الطريق تلك الشخصية القيادية التي كانت ستوحّد جهود أنصار العنف واللاعنف سوية باتجاه انتصار قانون الحقوق المتساوية بين الأبيض والأسود والفقير في الولايات المتحدة الأمريكية . وعندما مات كينغ ما كان لأحد أن يملأ الفراغ الذي تركه سوى مالكوم إكس، لكن مالكوم إكس راح ضحية الاغتيال هو أيضاً قبل مارتن لوثر كينغ .

## تحقيق رسالته
يعتبر كثيرون أن رسالة لوثر كينغ قد تحققت وأن التفرقة العنصرية قد انتهت في اليوم الذي فاز فيه باراك اوباما بالانتخابات الرئاسية في 20 يناير من سنة 2009. حيث تفخر الكثير من دول العالم بوصول رجل من أصول أفريقية إلى كرسي الحكم في الولايات المتحدة ولا سيما أن بعض الدول الأوربية لم تصل لهذا القدر من الحرية بعد رغم كونها من أول الحاضنات للأفارقة.